# Jason Thompson (actor)
Jason Craig Thompson (Alberta; 15 de noviembre de 1976) es un actor canadiense, más conocido por haber interpretado a Patrick Drake en la serie General Hospital y actualmente por dar vida a Billy Abbott en la serie The Young and the Restless.

## Biografía
Tiene un hermano llamado, Mark Thompson.
El 5 de abril del 2015 se casó con la modelo Paloma Jonas en México, la pareja le dio la bienvenida a su primer hijo Bowie Banjo Thompson en el 2016.

## Carrera
Apareció en tres campañas con el director Pedro Romhanyi: los comerciales para la televisión  "Everybody in Cords", "Everybody in Leather" and "Everybody in Vests" de Gap.
En 2002 apareció en el elenco principal de la película Wishmaster 4: The Prophecy Fulfilled, donde interpretó al pintor Sam. El 7 de diciembre de 2005, se unió al elenco principal de la exitosa serie General Hospital, donde interpretó al médico neurocirujano Patrick Drake hasta el 7 de enero de 2016. Jason escribió e interpretó la canción "Sailor Short on Wind" durante el episodio del 23 de septiembre de 2015. El 1 de abril de 2015, para el 52.º aniversario de la serie, Jason interpretó a Steven "Steve" Hardy, uno de los personajes originales de la serie. En 2007 se unió  al spin-off de la serie General Hospital: Night Shift interpretando nuevamente a Patrick hasta 2008.
En 2012 apareció como invitado en la serie Castle, donde interpretó a Noah Curtis durante el episodio "Once Upon a Crime". El 13 de enero de 2016 se unió al elenco principal de la serie The Young and the Restless, donde interpreta a William "Billy" Abbott hasta ahora.

## Filmografía

### Series de televisión
| Año             | Título                        | Personaje         | Notas                                    |
| --------------- | ----------------------------- | ----------------- | ---------------------------------------- |
| 2016 - presente | The Young and the Restless    | Billy Abbott      | 52 episodios                             |
| 2005 - 2013     | General Hospital              | Dr. Patrick Drake | 1,129 episodios                          |
| 2012            | 90210                         | Det. Thompson     | episodio "It's All Fun and Games"        |
| 2012            | Castle                        | Noah Curtis       | episodio "Once Upon a Crime"             |
| 2007 - 2008     | General Hospital: Night Shift | Shelby Connor     | 27 episodios                             |
| 2000            | Felicity                      | Jordan            | episodio "The Aretha Theory"             |
| 2000            | Zoe, Duncan, Jack & Jane      | Paul              | episodio "A Midsummer Night's Nightmare" |
| 2000            | Undressed                     | Miles             | 3 episodios                              |

### Películas
| Año  | Título                               | Personaje | Notas                                                                                         |
| ---- | ------------------------------------ | --------- | --------------------------------------------------------------------------------------------- |
| 2002 | Wishmaster 4: The Prophecy Fulfilled | Sam       | junto a Tara Spencer-Nairn, Michael Trucco, John Novak, Victor Webster y John Benjamin Martin |

### Teatro
| Año | Obra          | Notas |
| --- | ------------- | ----- |
| -   | The Academy   | -     |
| -   | More Than You | -     |
| -   | Jakob         | -     |

### Apariciones
| Año  | Programa                      | Notas                                                                         |
| ---- | ----------------------------- | ----------------------------------------------------------------------------- |
| 2016 | The New Price Is Right        | episodio "CBS Daytime #1 for 30 Years"                                        |
| 2013 | The View                      | episodio "Guest Co-Host Jason Thompson/Cast of 'The Middle'" - co-presentador |
| 2013 | Who Wants to Be a Millionaire | 2 episodios - concursante                                                     |

## Premios y nominaciones
| Año  | Categoría                                      | Premio              | Serie            | Resultado |
| ---- | ---------------------------------------------- | ------------------- | ---------------- | --------- |
| 2015 | Outstanding Lead Actor in a Drama Series       | Daytime Emmy Award  | General Hospital | Nominado  |
| 2014 | Outstanding Lead Actor in a Drama Series       | Daytime Emmy Award  | General Hospital | Nominado  |
| 2013 | Outstanding Lead Actor in a Drama Series       | Daytime Emmy Award  | General Hospital | Nominado  |
| 2012 | Lead Actor - Daytime Drama                     | Gold Derby TV Award | General Hospital | Ganador   |
| 2012 | Outstanding Supporting Actor in a Drama Series | Daytime Emmy Award  | General Hospital | Nominado  |
| 2011 | Outstanding Supporting Actor in a Drama Series | Daytime Emmy Award  | General Hospital | Nominado  |